# Джовани Верга
Вижте пояснителната страница за други личности с името Джовани.
Джовани Верга е италиански писател, представител на реалистично-натуралистичното течение Веризъм.
Описва разорението на сицилианското село в края на ХІХ век, без да дава отговор на социалните въпроси и без да набелязва изход от положението.

## Биография
Джовани Верга е роден на 2 септември 1840 г. в заможно семейство в Сицилия, близо до град Катания. Баща му Джовани Батиста Каталано Верга е представител на дребните благородници, а майка му Катерина ди Мауро произхожда от богато семейство на търговец.
Верга започва литературна дейност в младежките си години с написването на историческия роман „Любов и родина“, който не е издаден по настояване на местния свещеник, приятел на семейството и наставник на Джовани Верга. По настояване на баща му Джовани влиза в Юридическия факултет на университета в Катания, но учи право само 2 години и решава да се ангажира с книжовна дейност.
Стремежът на Верга да стане писател е подкрепен от майка му. С парите, които баща му инвестира за обучение в университета, през 1861 и 1862 г. издава книга, посветена на освободителното движение под ръководството на Джузепе Гарибалди. През 1863 г. пише поредица от реалистични творби.
През 1860 – 1864 г. служи в Националната гвардия. След това отива във Флоренция (тогава столица на Италия), по-късно в Милано. Лично се е познавал с Емил Зола.
За Верга е типична употребата на диалога като средство за психологически портрет на героя.
През 1894 г. Верга се връща в Сицилия и постепенно да се отдалечава от литературна дейност, от време на време повторно редактира (понякога значително) версиите на предишните си произведения. Избран е за сенатор от родния си край през 1920 г.
Почива от инсулт в Катания, Сицилия на 27 януари 1922 г.

## Произведения

### Самостоятелни романи
- Amore e Patria (1856-1857)
- I carbonari della montagna (1861-1862)
- Sulle lagune (1862)
- Una peccatrice (1866)
- Storia di una capinera (1871)
- Eva (1873)
- Eros (1875)
- Tigre reale (1875)
- I Malavoglia (1881)
„Семейство Малаволя“, изд. „Народна култура“ (1973), прев. Никола Иванов
- Il marito di Elena (1882)
„Съпругът на Елена“ – изд. 1940 г. като притурка към сп. „Жена и дом“, бр.25 и 26
- Mastro-don Gesualdo (1889)
„Майстор дон Джезуалдо“ – изд. „Народна култура“, 1971 г.
- Dal tuo al mio (1906)

### Сборници и новели
- Pane nero (1882)
„Чер хляб“ – изд. „Народна младеж“, 1949 г.
- Tutte le novelle (1940-1942)
„Селска чест“, разкази и новели, превод Илияна Друмева, изд. на БЗНС, С., 1974 г.

### Драма
- I nuovi tartufi (1865-1866)
- Rose caduche (1867)
- L'onore I (1869)
- L'onore II
- Cavalleria rusticana (1884)
- In portineria (1885)
- La lupa (1886)
- Dopo (1886)
- Mastro-don Gesualdo (1889)
- Cavalleria rusticana (1896)
либрето на операта „Селска чест“, изд. „Придворна печ.“, 1892 г.
- La caccia al lupo (1901)
- La caccia alla volpe (1901)
- Dal tuo al mio (1903)